# Стадничук, Андрей Владимирович
Андре́й Влади́мирович Стадничу́к (род. 14 декабря 1973) — российский легкоатлет, специалист по спортивной ходьбе. Выступал на профессиональном уровне в 1999—2005 годах, член сборной России, победитель Кубка мира в командном зачёте, победитель первенств всероссийского значения, участник чемпионата Европы в Мюнхене. Представлял Москву и Кемеровскую область. Мастер спорта России международного класса.

## Биография
Андрей Стадничук родился 14 декабря 1973 года. Занимался лёгкой атлетикой в Областной школе высшего спортивного мастерства в Новокузнецке, проходил подготовку под руководством тренера Анатолия Николаевича Каракулова.
Впервые заявил о себе в спортивной ходьбе в декабре 1999 года, когда на соревнованиях в Новокузнецке выиграл серебряную медаль в дисциплине 5000 метров.
В 2000 году на зимнем чемпионате России по спортивной ходьбе в Адлере стал бронзовым призёром в дисциплине 35 км.
В 2002 году одержал победу в ходьбе на 20 км на зимнем чемпионате России в Адлере. Благодаря череде удачных выступлений вошёл в состав российской национальной сборной и удостоился права защищать честь страны на чемпионате Европы в Мюнхене — в программе ходьбы на 20 км с результатом 1:21:29 закрыл десятку сильнейших. Также в этом сезоне выступил на Кубке мира по спортивной ходьбе в Турине, где стал шестым в личном зачёте 20 км и тем самым помог своим соотечественникам выиграть командный зачёт.
В 2003 году в дисциплине 20 км получил серебро на зимнем чемпионате России в Адлере, финишировал десятым на Кубке Европы в Чебоксарах, где также стал серебряным призёром командного зачёта. Принимал участие в международных стартах в Испании и Литве.
В феврале 2004 года на соревнованиях в Адлере установил свой личный рекорд в ходьбе на 20 км — 1:20:05.
Завершил спортивную карьеру по окончании сезона 2005 года.
За выдающиеся спортивные достижения удостоен почётного звания «Мастер спорта России международного класса».